# نهر كوكيل
نهر كوكيل هو نهر في جنوب غرب ولاية أوريغون في الولايات المتحدة. يستنزف منطقة جبلية تبلغ مساحتها 1,059 ميل مربع (2,740 كـم2) من سلسلة ساحل ولاية أوريغون الجنوبية في المحيط الهادئ. تقع مستجمعات المياه فيها بين نهر كوس من الشمال ونهر روج في الجنوب.